# Hundskopf (Karwendel)
Der 2243 m ü. A. hohe Hundskopf, auch Walder Zunterkopf, ist der östlichste Felsgipfel der Gleirsch-Halltal-Kette im Karwendel in Tirol. Südlich des Hundskopfes liegt das Inntal, nach Norden hin fällt er mit einer steilen Felswand zum Vomper Loch hin ab.

## Wege
Der Gipfel des Hundskopfes kann über zwei Steige erreicht werden. Die westlich vom Gipfel gelegene Mannl-und-Weibele-Scharte (2180 m ü. A.) führt über den Felix-Kuen-Klettersteig (Schwierigkeit B/C). Über den Ostgrat lässt sich der Gipfel auf dem teilweise gesicherten und ausgesetzten Normalweg besteigen. Auch über die Hinterhornalm (1522 m.ü.A.), welche von Gnadenwald über eine Mautstraße erreicht werden kann, führt ein Wanderweg zum Gipfel.